# Delikt
Delikt (også kaldet retsbrud) anvendes i strafferetten både om forbrydelseskategorien og en tilsvarende straffebestemmelse.

Delictum sui generis: Et delikt, som er kriminaliseret selvstændigt med angivelse af bestemte kendetegn, selvom forholdet også er omfattet af en mere generel (evt. opsamlende) bestemmelse. Straffelovens § 114 om terrorisme eller § 239 om drab efter begæring er eksempler på dette.